# Drwęczno
Drwęczno (deutsch Wagten) ist ein Ort in der polnischen Woiwodschaft Ermland-Masuren. Er gehört zur Stadt-und-Land-Gemeinde Orneta (Wormditt) im Powiat Lidzbarski (Kreis Heilsberg).

## Geographische Lage
Drwęczno liegt nordseitig der Drwęca Warmińska (Drewenz) im Nordwesten der Woiwodschaft Ermland-Masuren, 34 Kilometer südöstlich der früheren Kreisstadt Braunsberg (polnisch Braniewo) bzw. 33 Kilometer westlich der heutigen Kreismetropole Lidzbark Warmiński (Heilsberg).

## Geschichte
Das einstige Wagten war ein kleines Dorf mit einem Weiher in seiner Mitte. Als eine Landgemeinde kam Wagten 1874 zum neu errichteten Amtsbezirk Tüngen (polnisch Bogatyńskie) im ostpreußischen Kreis Braunsberg, Regierungsbezirk Königsberg. Im Jahre 1910 zählte Wagten 394 Einwohner.
Am 20. Mai 1912 wurde das Gut Klutshagen (polnisch Klusajny) nach Wagten eingemeindet.
Im Jahre 1926 wurde Wagten Bahnstation an der neu erbauten Bahnstrecke Schlobitten–Wormditt (–Angerburg), die bis 1945 im Personen- und Güterverkehr, danach bis 2001 – über Orneta hinaus verändert bis Bartoszyce (Bartenstein) – nur im Güterverkehr befahren wurde. Die Bahnstrecke ist jetzt geschlossen und bis auf Abstellgleis in Drwęczno demontiert.
377 Einwohner waren 1933 in Wagten registriert, 1939 waren es 341.
Nach der Abtretung des gesamten südlichen Ostpreußen 1945 in Kriegsfolge an Polen erhielt Wagten die polnische Namensform „Drwęczno“. Das Dorf ist heute eine Ortschaft im Verbund der Gmina Orneta (Stadt-und-Land-Gemeinde Wormditt) im Powiat Lidzbarski (Kreis Heilsberg), von 1975 bis 1998 der Woiwodschaft Elbląg, seither der Woiwodschaft Ermland-Masuren zugeordnet. Im Jahre 2021 zählte das Dorf 197 Einwohner.

## Religion
Kirchlich war Wagten bis 1945 nach Wormditt hin orientiert: zur römisch-katholischen Pfarrei innerhalb des damaligen Bistums Ermland sowie zur evangelischen Kirche Wormditt in der Kirchenprovinz Ostpreußen der Kirche der Altpreußischen Union. Römisch-katholischerseits gehört Drwęczno weiterhin nach Orneta, deren Pfarrei jetzt zum Erzbistum Ermland gehört. Evangelischerseits ist Drwęczno der Diözese Masuren in der Evangelisch-Augsburgischen Kirche in Polen zugeordnet.

## Verkehr
Drwęczno liegt an zwei Woiwodschaftsstraßen: der von Elbląg (Elbing) hierher führenden Woiwodschaftsstraße 509 und die von Krosno (Krossen, Kreis Preußisch Holland) über Pasłęk (Preußisch Holland) nach Orneta (Wormdit) und  Lidzbark Warmiński (Heilsberg) nach Wozławki (Wuslack, Kreis Heilsberg) verlaufene Woiwodschaftsstraße 513.
Die Bahnstation Wagten resp. Drwęczno an der aufgehoben und demontierten Bahnstrecke Słobity–Orneta existiert nicht mehr.

## Persönlichkeiten

### Aus dem Ort gebürtig
- Heinz Schöneberger, (* 7. Juni 1938 in Wagten), Todesopfer an der Berliner Mauer

### Mit dem Ort verbunden
- Carl Orlowski (1851–1913), ab 1878 Rittergutsbesitzer auf Gut Wagten